# Scott Dobie
Robert Scott Dobie (født 10. oktober 1978 i Workington, England) er en skotsk tidligere fodboldspiller (angriber).
Dobie tilbragte det meste af sin karriere i engelsk fodbold, hvor han blandt andet repræsenterede West Bromwich Albion, Nottingham Forest og Carlisle. Han stoppede sin karriere i 2012.
For Skotlands landshold spillede Dobie seks kampe og scorede ét mål. Han debuterede for holdet 16. maj 2002 i en venskabskamp mod Sydkorea.